# Chersotis kacem
Chersotis kacem là một loài bướm đêm trong họ Noctuidae.